# Thorolf Holmboe
Thorolf Holmboe (født 10. maj 1866 i Vefsn, Nordland ; død 8. marts 1935 i Oslo) var en norsk maler, illustrator og designer. Han var en populær maler i samtiden. Holmboe var en produktiv kunstner og alsidig formgiver påvirket af fransk art nouveau og tysk jugendstil. Sammen med Nikolai Astrup var Holmboe den i Norge som var mest påvirket af japonismen.
Holmboe voksede op i Tromsø. Efter examen artium i Kristiania 1884 og "Krigsskolens" nederste afdeling i 1886 studerede han i Berlin 1886-87 hos Hans Gude. Han var også elev hos marinemaler Carl W. Barth og Julius Middelthun i Tegneskolen. 1889-90 studerede han hos Fernand Cormon og Léon Joseph Florentin Bonnat i Paris.
Holmboes malerier opfattes som en del af nyromantikken og er i det væsentlige landskabsmalerier fra det nordlige Norge. Han er repræsenteret i Nationalgalleriet med flere malerier og i Nordnorsk Kunstmuseum i Tromsø med malerier, tegninger og genstande som sølvskåle, porcelænsvaser og stole. Hans designkarriere førte til værker i porcelæn (vaseudsmykning), plakater med markant vegetabilsk udsmykning og bogbind i jugendstil. Holmboes kunst havde elementer fra japonisme.
Han var også illustrator for unge digtere i 1890'erne som Vilhelm Krag, Johan Bojer og Jonas Lie og for en udgivelse fra 1892 af Nordlands Trompet, et topografisk digt af digterpræsten Petter Dass (1647-1707).
| - Tegninger af Holmboe til På skidor genom Grönland af Fridtjof Nansen - "Thyra vid Snefellsnäs". Skibet Thyra passerer Snefellsnäs-gletscheren. - Reykjanäs med Islands eneste fyr. - Første møde med drivisen. |

| - Fra Nasjonalmuseets samling af Thorolf Holmboe − efter år - Sommernat på havet, 1892 - Kirkegård i Lofoten, 1900 - Fra Akerselven, 1902 - Isformationer, 1902 - Fyrretræ ved kysten i måneskin, 1902 - Udsigt over Akerselven, 1903 - Grædende pil ved Akerselven, 1907 |

| - Plakater, bogomslag, postkort - Omslag til Amtmandens Døtre af Camilla Collett, 1897 - "Den historiske Udstilling i Trondhjem 1897" - Bogomslag til Johan Bojers Paa Kirkevei. Eventyr, 1897 - Sjøfugl/Havfugl Postkort ca. 1904 - Barnehjælpsdagen Plakat, litografi fra 1908 - Midnattsolens Land, 1905-10. Plakat for Norges Statsbaner - Fuglemotiv (år ikke opgivet) - Smørblomst med digt af Magnus Landstad. Postkort (år ikke opgivet) |